# 受胎告知 (ティントレット)
『受胎告知』（じゅたいこくち、伊: Annunciazione, 英: Annunciation）は、イタリア、ルネサンス期のヴェネツィア派の巨匠ティントレットが1583年から1587年に制作した絵画である。油彩。ティントレットの晩年を代表する作品で、ヴェネツィアのサン・ロッコ大同信会館のために制作された8点の連作《聖母の生涯》の1つである。制作には息子ドメニコ・ティントレットの助けを借りている。現在もサン・ロッコ大同信会館に所蔵されている。

## 制作経緯
1564年、サン・ロッコ同信会は新しく完成した本部会館の天井画を委託する画家を選考するためのコンテストを開いた。このときティントレットは同信会の求めに応じて選考用の習作を提出することを了承する一方で、審査前日に寄贈と称して完成作『聖ロクスの栄光』（Gloria di san Rocco）を持ちこんだ。同信会側は驚いたが「寄贈」された天井画を受け取らないわけにはいかなかった。この出来事を契機としてティントレットは1564年から1587年という長期にわたって、同信会館および付属聖堂の装飾に携わった。作品総数は68点におよび、主題はキリストと聖母マリアの生涯、『旧約聖書』および『新約聖書』の諸場面、聖ロクスの物語、聖人画、寓意画など多岐にわたる。本作品は1582年から1584年の間に制作された《聖母の生涯》連作（またはキリストの幼少期）の一部であり、ティントレットが同信会館のために制作した最後の作品である。

## 作品

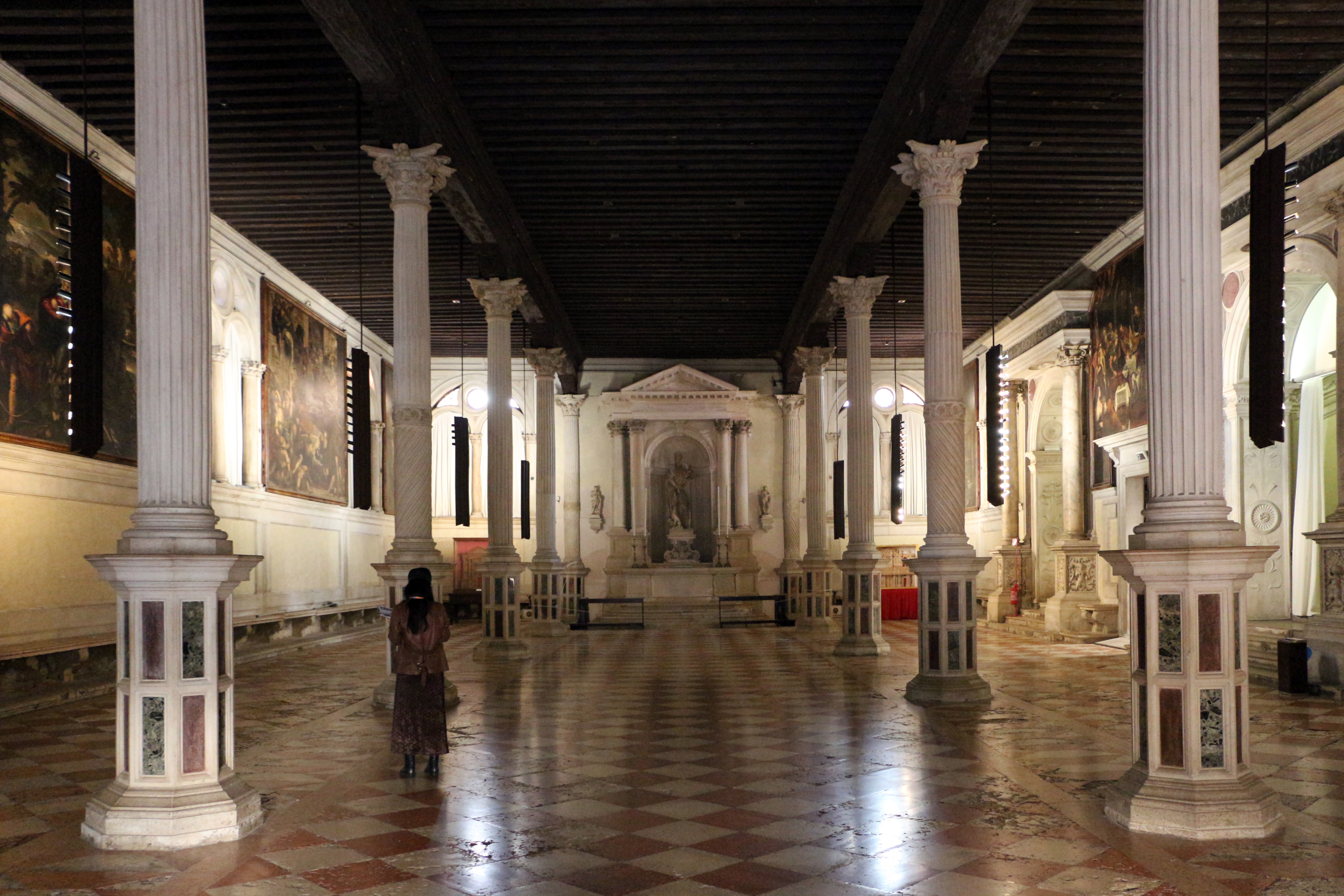
連作《聖母の生涯》が設置された同信会館1階のサラ・テレナ。

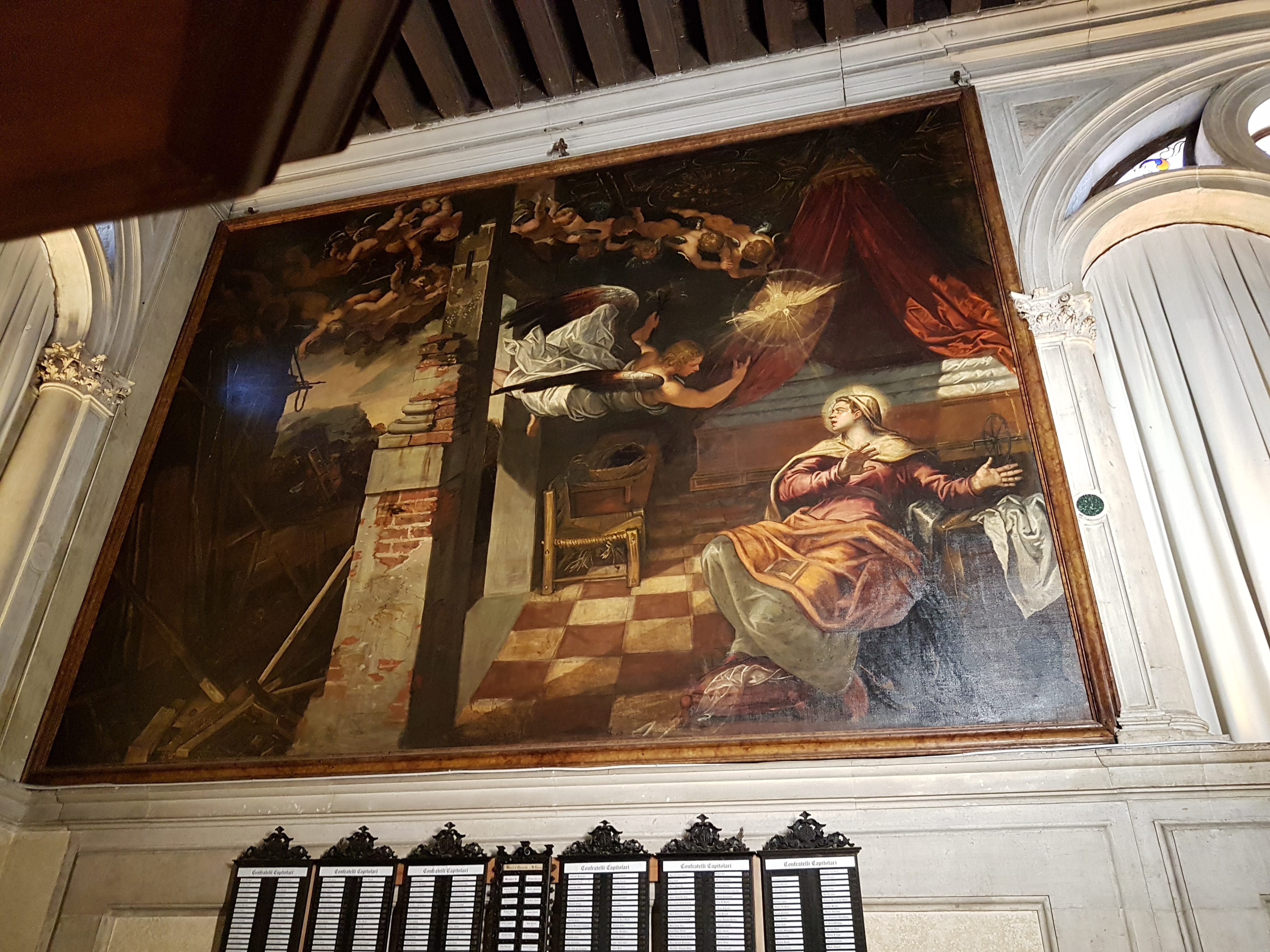
左壁面に設置された『受胎告知』。

ティントレットは飛行しながら家屋の戸口から侵入し、神の子の受肉を告げる大天使ガブリエルを描いている。ガブリエルの右手の指は鳩の形で表された聖霊を指し、左手には百合の花を持っている。ティントレットは通常ならば荘厳な雰囲気でもって描かれる受胎告知の場面を、雑然とした舞台に置きながらも極めて力強く迫力ある作品として描いている。聖母マリアは突然の御使いの出現に驚愕している。聖霊は聖母の頭上にあり、おそらく戸口のまぐさの上の開口部から侵入したであろう聖霊を追いかけるように、その後方に多数の小さな天使たちが渦を巻くように連なって飛んでいる。聖母マリアはカルロ・クリヴェッリの『聖エミディウスのいる受胎告知』とは対照的に貧しい村娘として描かれている。机の上の糸車と糸巻き棒は伝統的に聖母が仕事熱心であることを示している。画面は中央付近の戸口の柱で屋外と分割されているが、その柱は老朽化してレンガが崩れている。屋外の狭い空間には大工である聖ヨセフの仕事道具が雑然と積まれ、隣接する家屋に木材が立て掛けてある。また画面奥では聖ヨセフと思しき男性が仕事をしているが、ほとんど目立たない。
絵画は受肉の謎を象徴的に紹介するために、一階の部屋の最前景に大きく配置している。受胎告知の場面はティントレットの典型的な方法である分割された空間の外部と内部で表し、聖家族の貧困を強調している。
部屋の内装は聖家族の暮らす建築物がヴェネツィアの宮殿の残骸であり、おそらく何らかの災害のために放棄されたものであることを示している。室内には整然とした天蓋付きベッドと格間の天井がそのまま残されている。また崩れかけたレンガの高い土台に置かれた老朽化した柱も、サラ・テレナ を3つの部分に分割する列柱を思い起こさせる。
サン・ロッコ大同信会館の絵画群全体は批評家によってカトリックの対抗宗教改革の最も代表的な作品と考えられているが、1階の聖母連作は他の部屋の絵画に比べて対抗宗教改革を反映していないとされる。典型的なマニエリスムの精神で描かれた作品は、聖書からの一定の独立性と外典のテキストへの広範な言及を提示しており、ティントレット特有のオリジナリティと斬新さがある。
連作のすべての絵画の構想は疑いなくティントレットに帰することができるが、作品を制作するためにより広く助手を利用している。『受胎告知』では散らばった大工道具などの自然な情景の細部の処理と、聖母マリアに相対した小さな天使たちの渦巻く行列、そして大天使ガブリエルのローブの襞の幾何学的なハイライトの両方で息子ドメニコの介入が認められる。

## 別バージョン
異なるバージョンがサン・ロッコ教会、ルーマニア国立美術館、個人コレクションに所蔵されている。最後のものは18世紀にドージェのピエトロ・グリマーニが所有した作品であることが知られている。

## ギャラリー
他の連作《聖母の生涯》の作品は以下の通り。

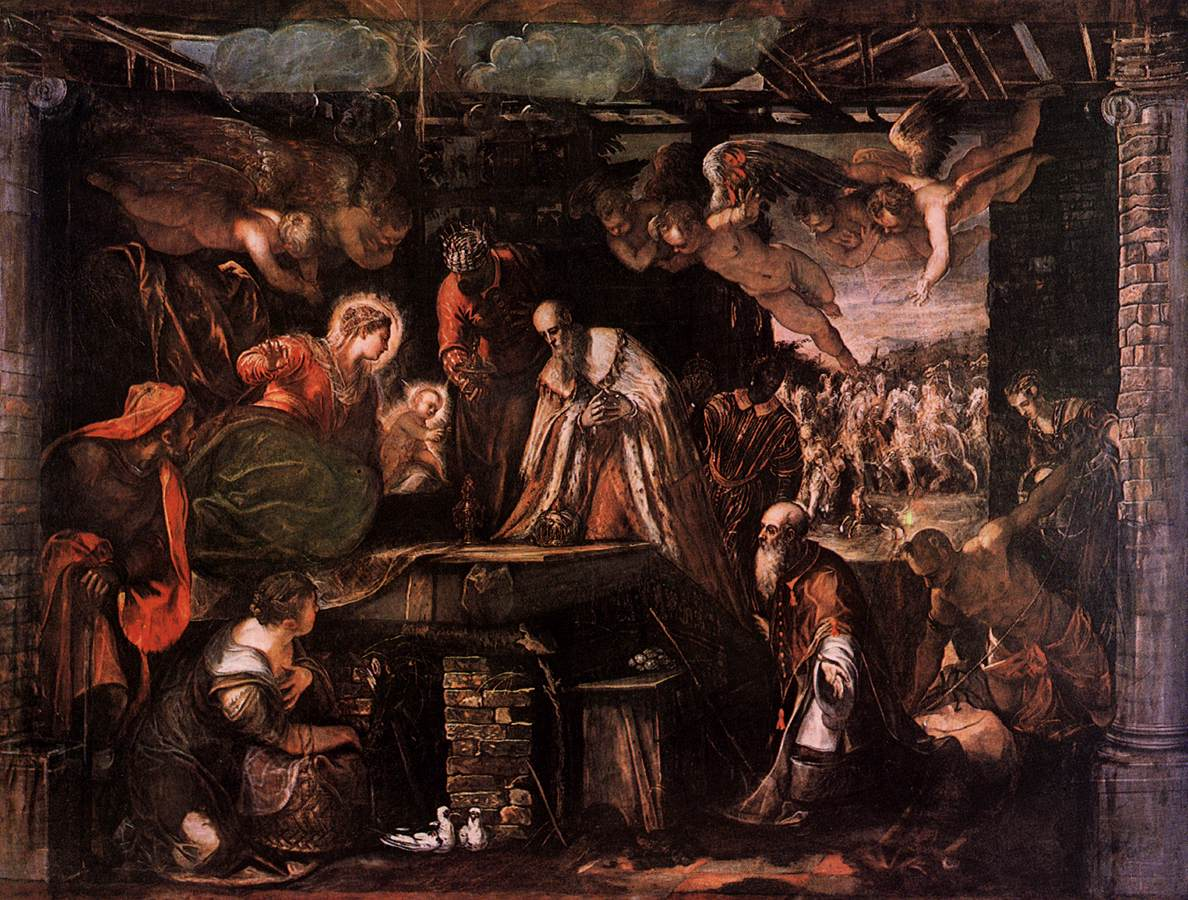
『東方三賢者の礼拝』
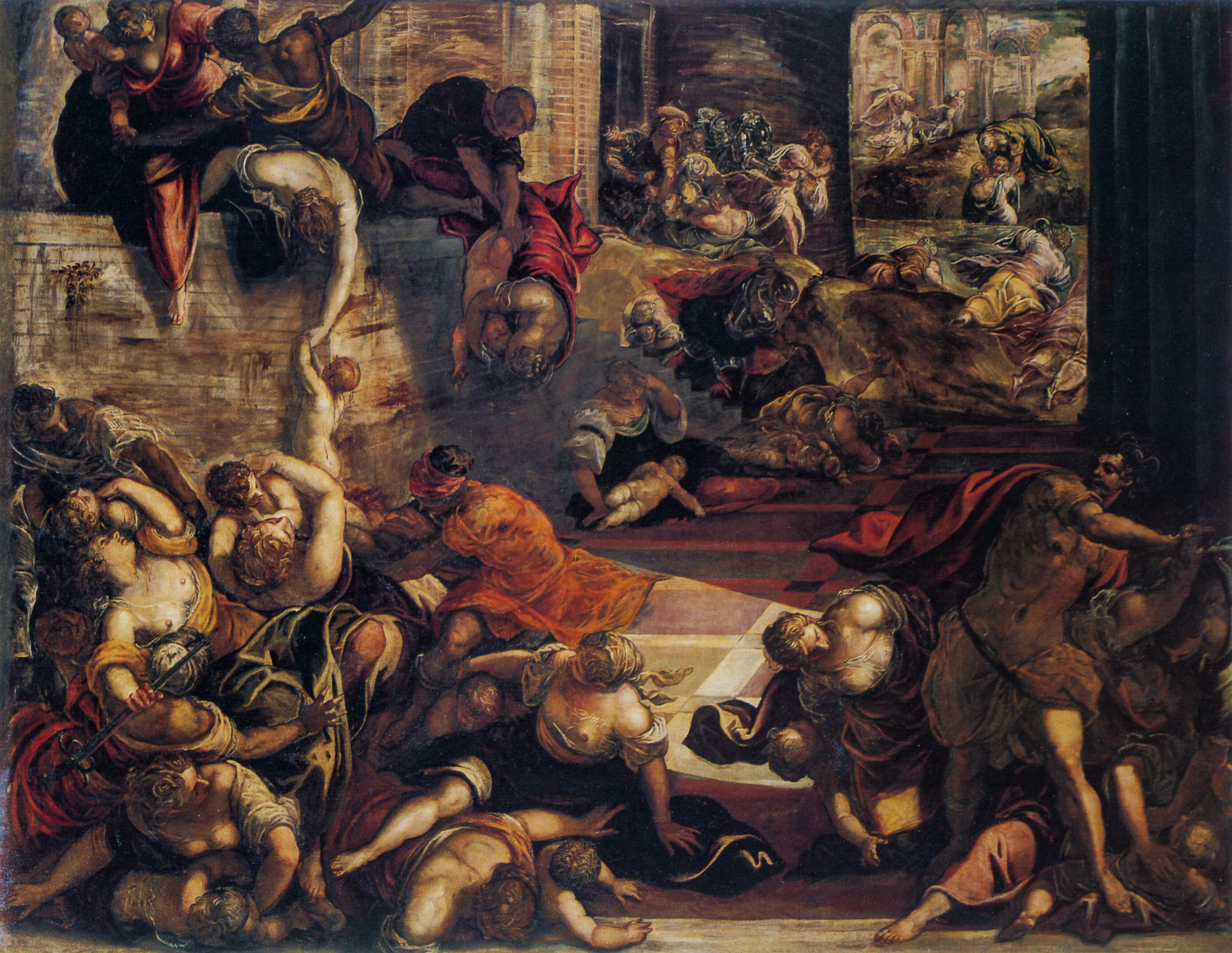
『幼児虐殺』
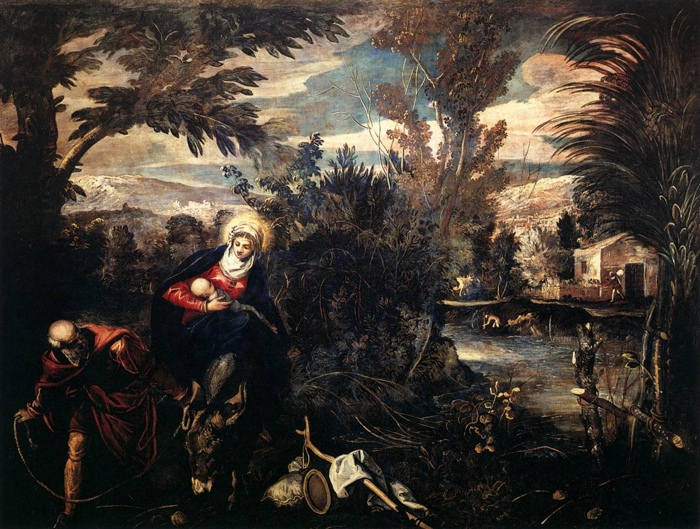
『エジプトへの逃避』
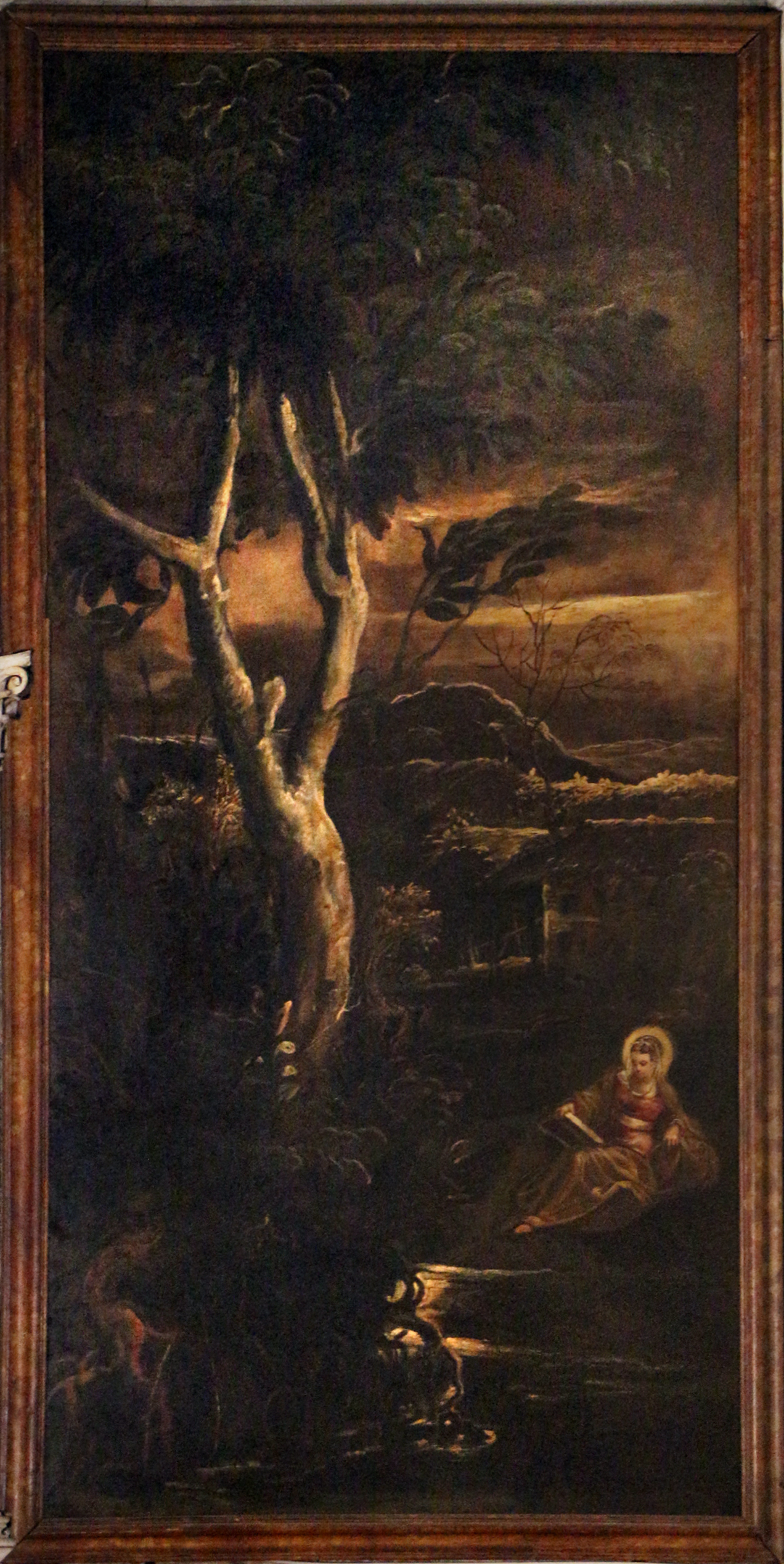
『読書するマグダラのマリア』
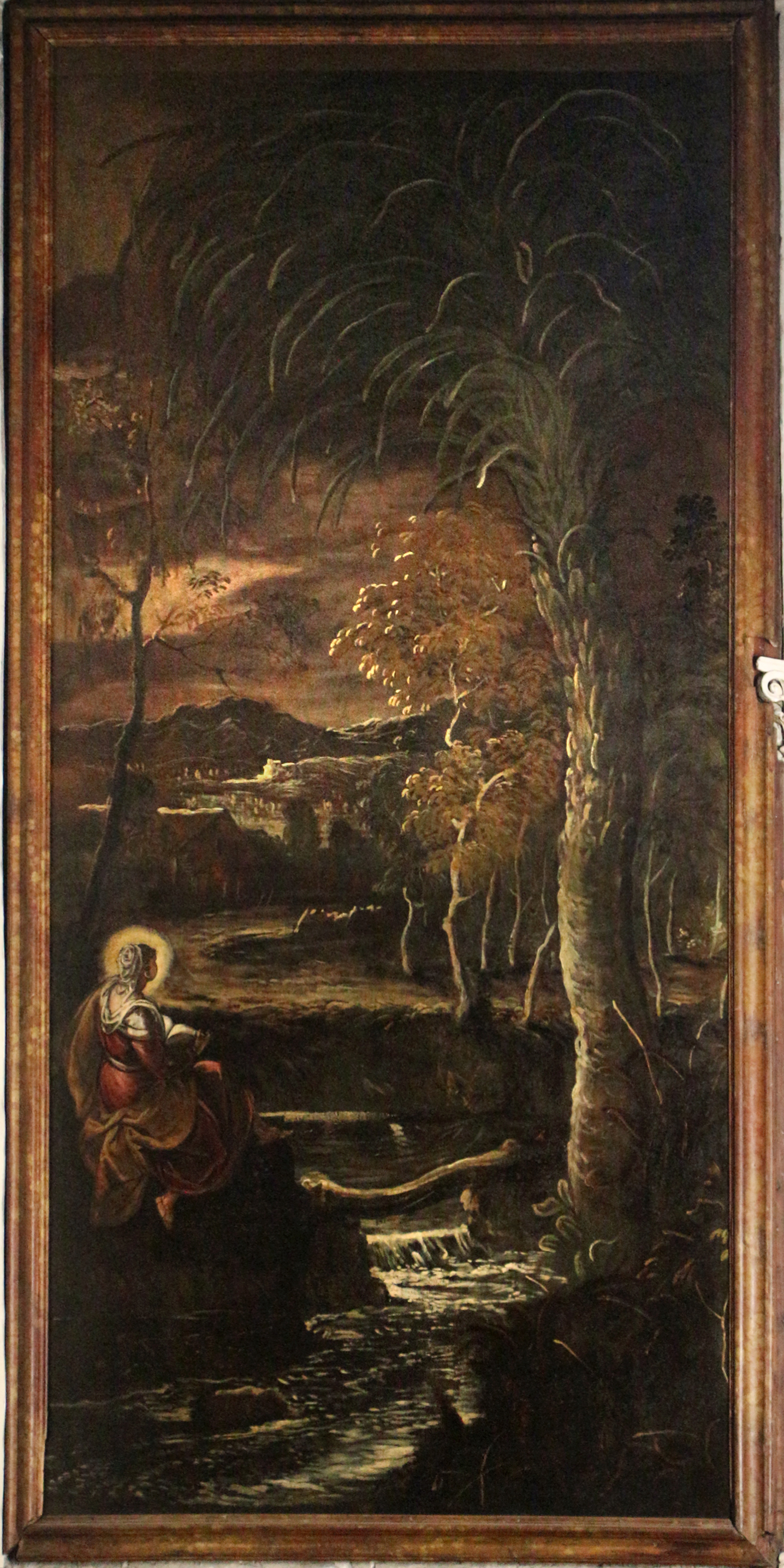
『瞑想するエジプトの聖マリア』
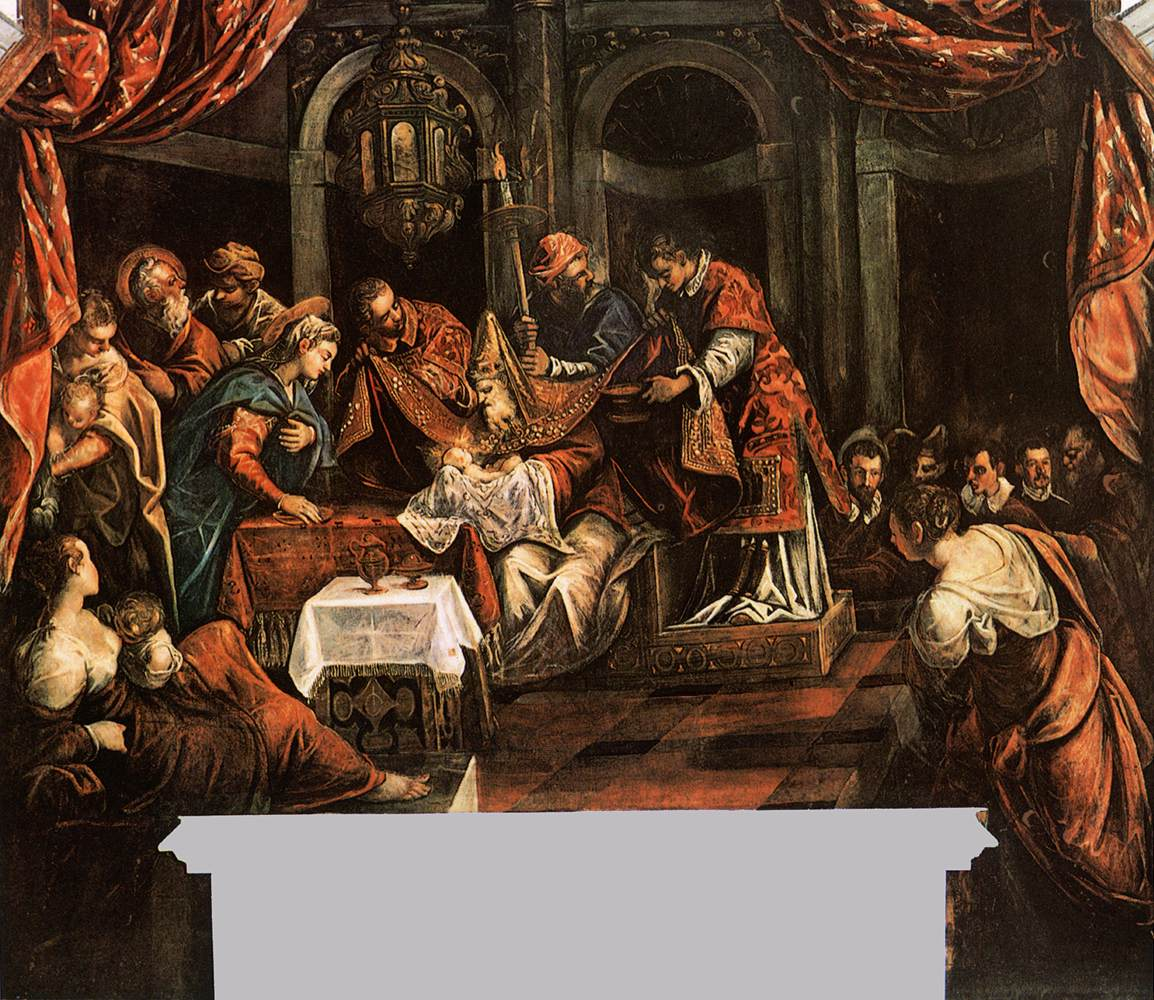
『キリストの割礼』
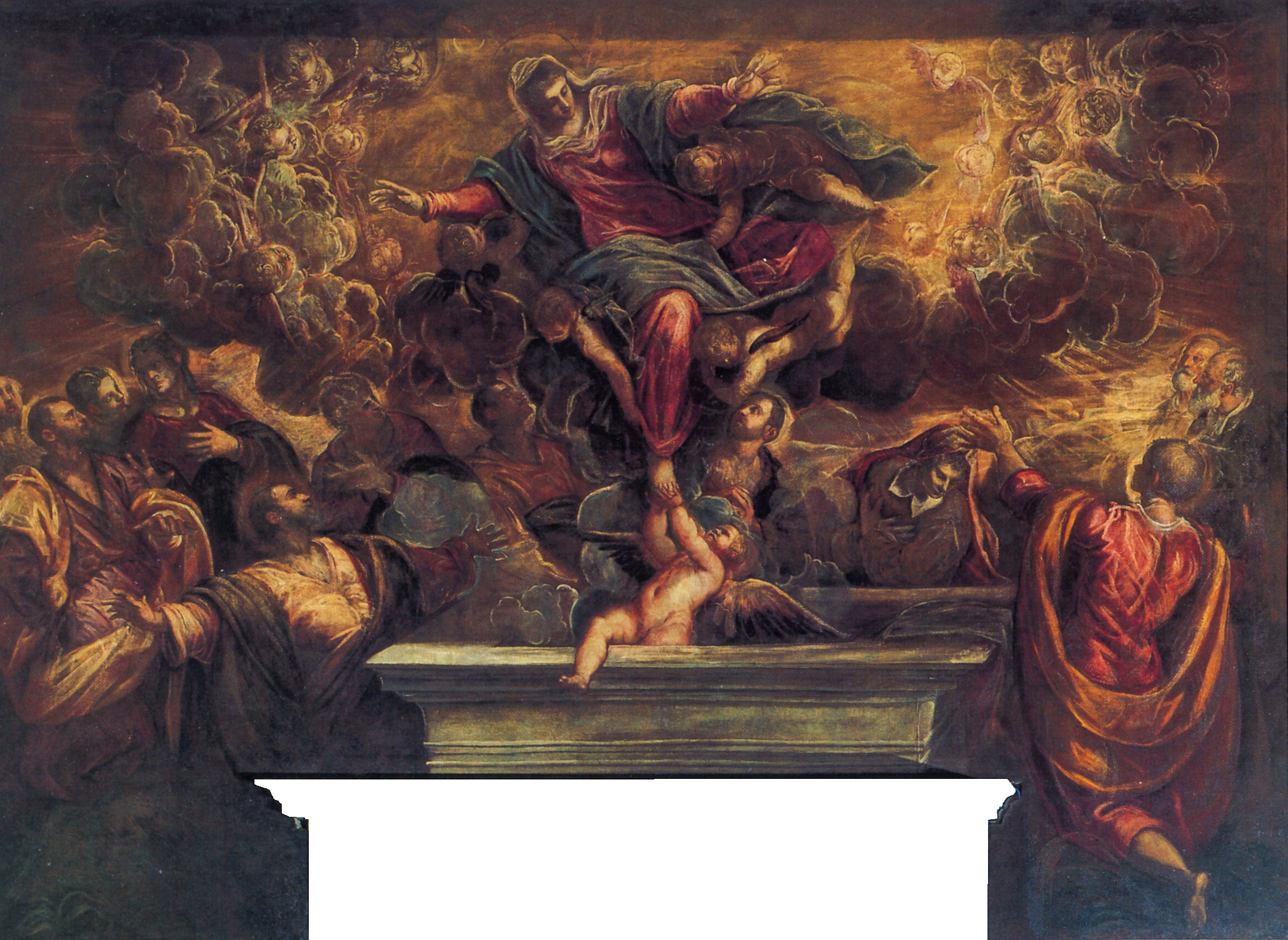
『聖母被昇天』